# Schloss Altendorf

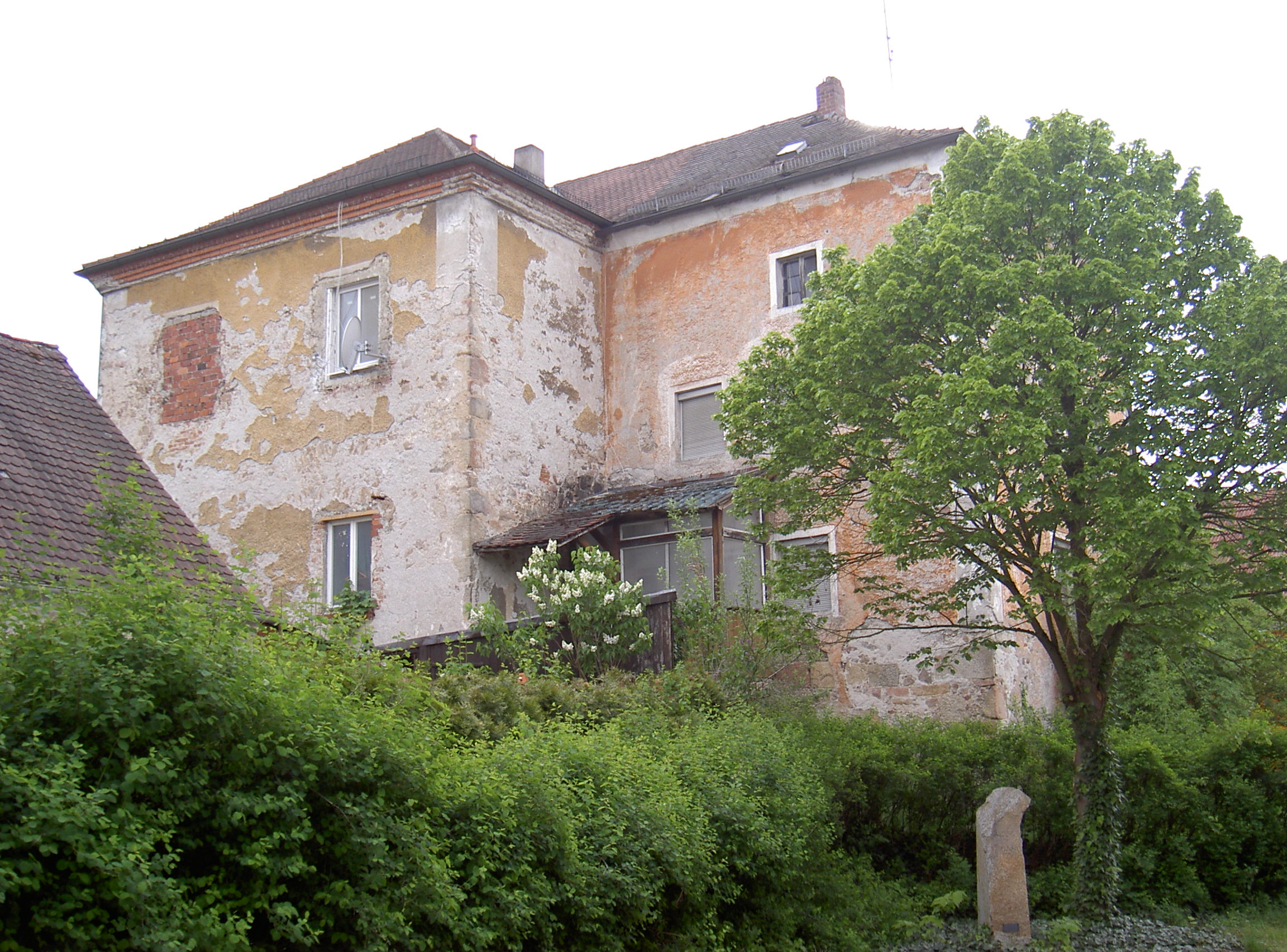
Schloss Altendorf

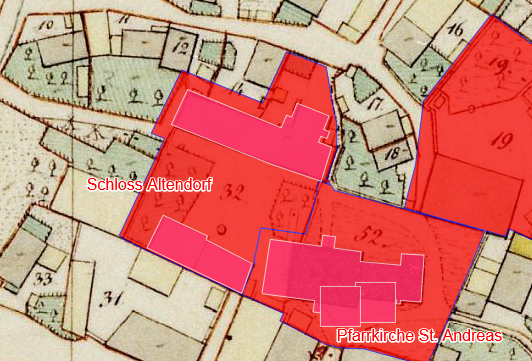
Lageplan von Schloss Altendorf auf dem Urkataster von Bayern

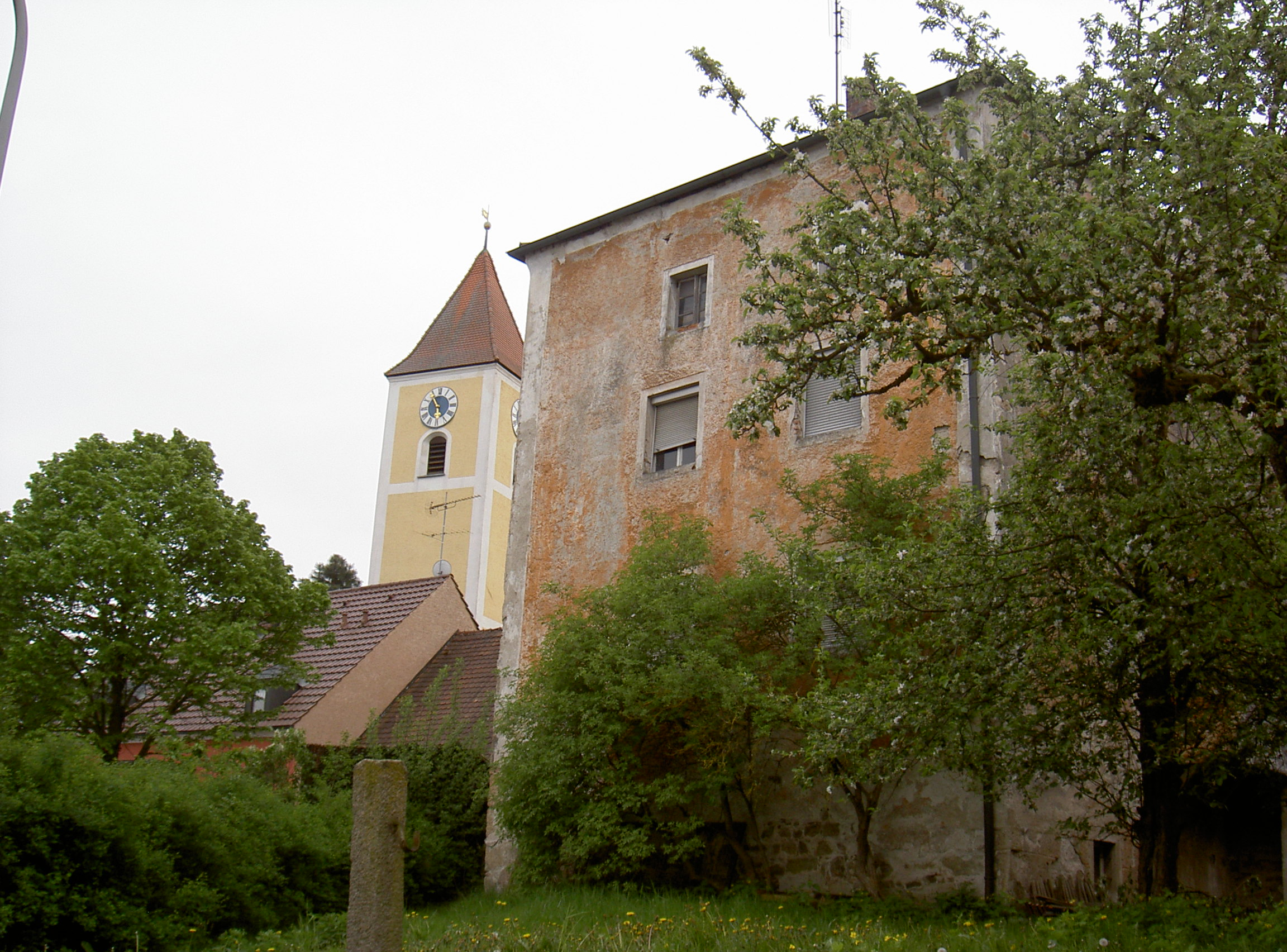
Schloss Altendorf

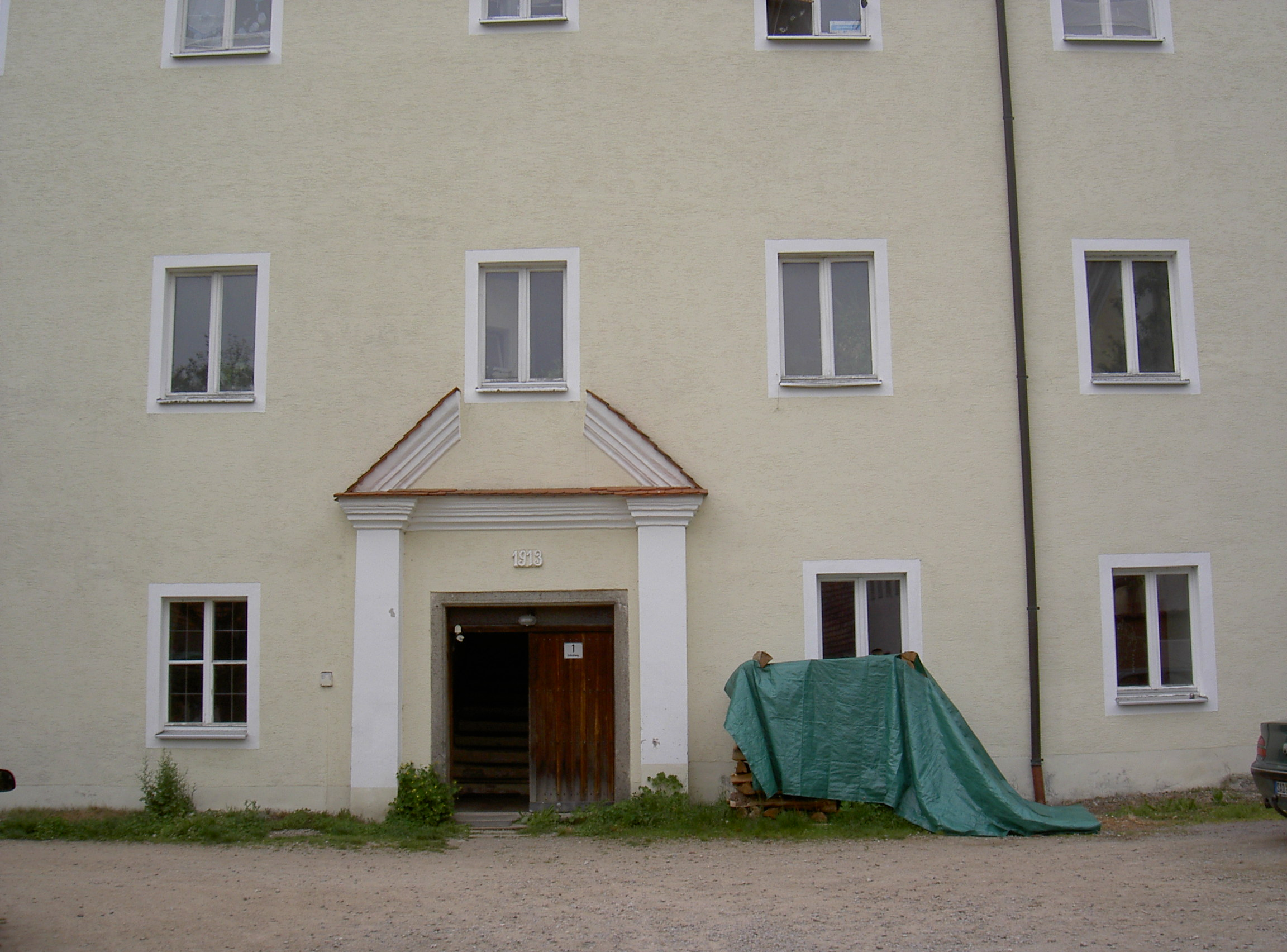
Schloss Altendorf

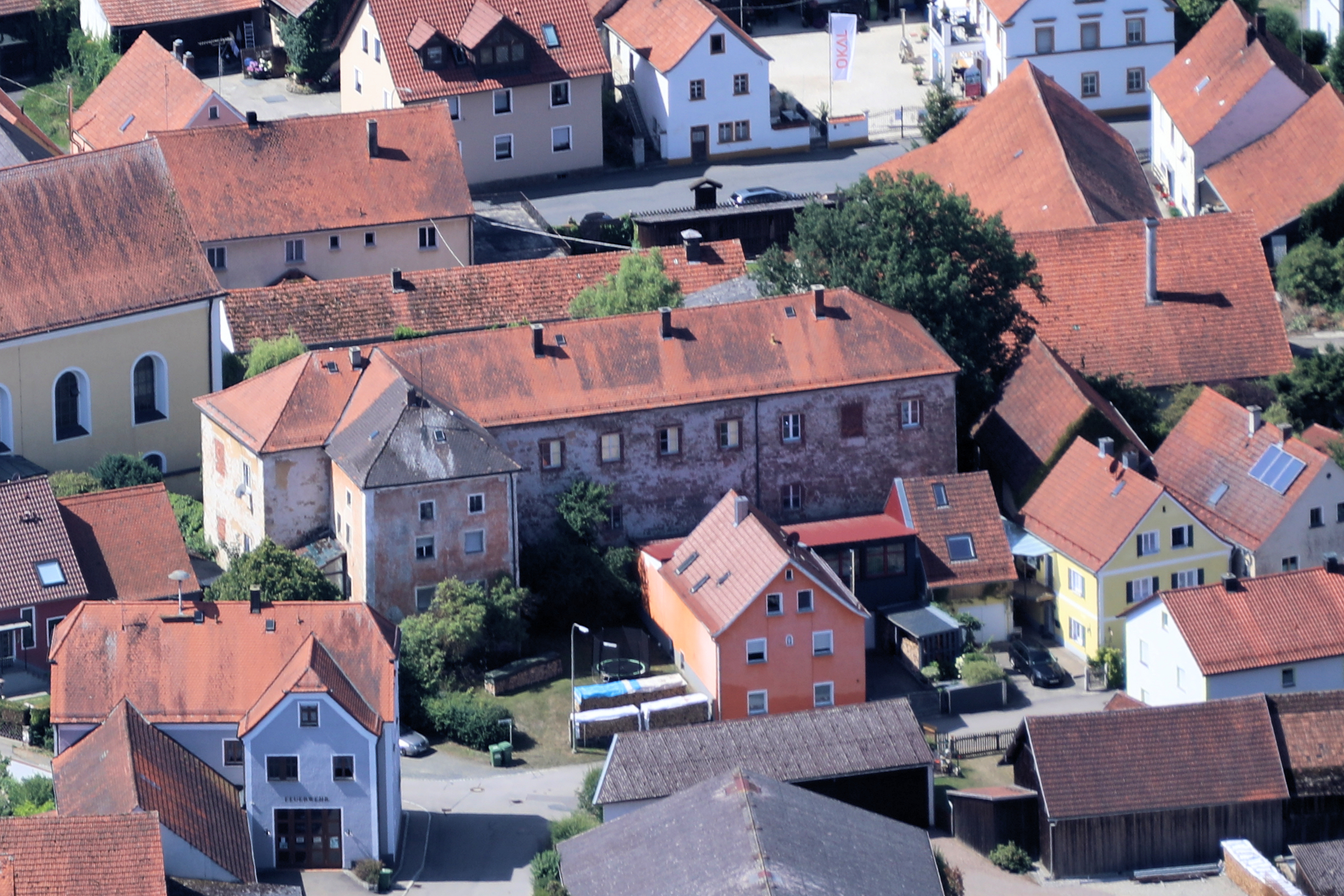
Schloss Altendorf

Das denkmalgeschützte Schloss Altendorf befindet sich in der gleichnamigen oberpfälzischen Gemeinde Altendorf im Landkreis Schwandorf von Bayern (Alte Schulstraße 8; Schloßweg 1). Es ist unter der Aktennummer D-3-76-112-7 als Baudenkmal verzeichnet. „Archäologische Befunde und Funde im Bereich des ehem. Schlosses von Altendorf, zuvor mittelalterliche Burg“ werden zudem als Bodendenkmal unter der Aktennummer D-3-6539-0182 geführt.

## Geschichte
Altendorf war Sitz der Grafen von Altendorf. Diese werden erstmals 1118 urkundlich erwähnt, als der edelfreie Erchenbert von Altendorf bei der markgräflichen Schenkung eines Gutes an das Kloster Reichenbach als Zeuge auftrat. Erchenbert hatte zwei Söhne, Heinrich II.  und Friedrich, von denen Heinrich II. Altendorf erhielt. Heinrich II. von Altendorf war seit 1180 Vogt von Kloster St. Emmeram. 1183 wurde er erstmals mit dem Titel Comes bezeichnet. Unter Wolfgang von Altendorf kam der Güterkomplex um Altendorf um 1265 an den Wittelsbacher Herzog Ludwig den Strengen. In den 80er Jahren des 13. Jahrhunderts wird hier im Urbarium transdanubianae ein eigenes Amt Altendorf beschrieben.
Unter Herzog Rudolf wurde am 9. August 1311 der Marschall Egggbrecht der Crätzel und dessen Gattin Agnes, eine geborene Paulsdorferin, mit einem Hof hinter der Kirche in Altendorf belehnt. Auch Marquard und Heinrich Zenger waren mit verschiedenen Besitztümern in Altendorf belehnt. Auch die Plankenfelser waren hier begütert.
Seit Beginn des 16. Jahrhunderts sind laut der oberpfälzischen Landsassenmatrikel zwei Sitze in Altendorf, nämlich das Schloss Altendorf und das Schallerschloss, bestätigt.
1502 wird den Brüdern Michael und Hans Per (Peer, Bern, Pere) um ihrer Verdienste willen der alt Burgstall Im dorff zu Altendorff gelegen übergeben. 1539 gelangte der Besitz an die Brüder Friedrich, Hans, Balthasar, Anton und Caspar Per. Nach einigen Todesfällen sind hier ab 1544 nur mehr Hans und Friedrich Per verzeichnet. Ihnen wurde bedeutet, das Sy bemelten Burgstal wesentlich vnd peulich vfrichten vnnd hallten sollten. Vermutlich aus Kostengründen wurde das Anwesen 1550 von den Brüdern an Hans von Plankenfels veräußert. Dieser fasste seine anderen Besitzungen zu Altendorf mit dem Burgstall zu einer Grundherrschaft zusammen. Der ihm nachfolgende gleichnamige Sohn verkaufte seine Lehen als Sitz und Burgstall zu Altendorf samt aller Zugehör an doctus Gabriel Gienger. Die Versuche Giengers, die anderen Herrschaften zugehörenden Untertanen am Ort durch Tausch zu erwerben, wurden von den Nabburgischen Pflegern Ludwig Wurm und später Michael von Geissenthal abgelehnt. Ebenso gelang es ihm nicht, seine Lehen zu teilen, um einen Teil davon seinem Sohn zu übergeben. Sein Sohn Hans Endres Gienger wurde 1609 mit allen oberpfälzischen und leuchtenbergischen Lehen belehnt, wie sie auch seinem Vater zugestanden haben.
1616 entschloss sich der Besitzer, sein Landsassengut an Ludwig Steinhauser, Richter des Klosters Walderbach, zu verkaufen. Dieser starb bereits 1617 und so ging das Gut an Albert Gerhard von Löschwitz auf Willhof über. Dieser verkaufte noch im gleichen Jahr das Gut an Hanns Christoph von Kürmreuth, dessen Belehnung erfolgte 1619. Dieser konnte als Katholik seine Besitzungen auch während des Dreißigjährigen Krieges bis zu seinem Tod († um 1650) behalten. Das heimgefallene Lehen wurden 1658 seinem Schwager Georg Wilhelm Fuchs aufgetragen. Dieser veräußerte 1661 die Herrschaft an Albrecht Wilhelm von Schellenberg. Diese Familie rettete den während des Dreißigjährigen Krieges verwüsteten Burgstall vor dem endgültigen Verfall. Franz Sigmund von Schellenberg ließ gegen Ende des 17. Jahrhunderts ein neues Schloss erbauen, das er 1700 beziehen konnte. 1707 beantragte er bei der Amberger Regierung, das bisherige Mann- und Ritterlehen in ein durchgängiges Lehen umzuwandeln, was durch die Hofkammer in München 1709 auch genehmigt wurde. Da der Schellenberger 1728 kinderlos verstarb, wurde die neue Lehensfolge schlagend. Über seine Schwester Isabella Eleonora Horneck ging der Besitz an deren Gatten Johann Friedrich Horneck, Oberforstmeister und Pfleger in Rötz, sowie an ihren Schwager Rudolph Albrecht Horneck von Hornberg, kurfürstlicher Leutnant. Dieser führte ab 2. November 1750 die Hofmark allein. Sein Sohn Anton Freiherr von Horneck trennte sich 1780 von dem Besitz und verkaufte das Landsassengut an Caspar Bernclau Freiherr von Schönreuth. Dieser war auch Herr auf dem Fronhof und dem allodialen Landsassengut Altendorf. 1794 vertauschte er allen seinen Besitz gegen die böhmische Lehensherrschaft Frauen- und Reichenstein des kurköllnischen Gesandten Maximilian Joseph Freiherrn von Karg. Da Baron Karg noch vor der förmlichen Lehensverleihung starb, bemühte sich seine Gattin Maria Anna von Karg, geborene Beberich, um Anerkennung ihrer Alleinerbenschaft, was auch durch die Landesdirektion in Amberg am 19. Mai 1802 bestätigt wurde. Für sie wurde der Hofgerichtsadvokat Georg Jakob Posenecker als Lehensträger ausgewählt. 1809 beantragte Maria Anna von Karg den Verkauf von Altendorf an Anton Baron Sauer von Zangenstein, wofür sie auch einen Konsensbrief erhielt.
Unter Baron Sauer wurde das durchgehende Mann- und Frauen-Ritterlehen 1812 zu einem Allodialbesitz. 1821 wurde hier ein Patrimonialgericht II. Klasse errichtet, die mit dem Lehen verbundene niedere Gerichtsbarkeit aber zur administrativen Wahrnehmung an das Landgericht Nabburg transferiert. Am 6. Oktober 1821 wird die Gerichtsbarkeit endgültig vom Landgericht Nabburg eingezogen.

## Schloss Altendorf heute
Das heruntergekommene, aber denkmalgeschützte Gebäude des ehemaligen Schlosses ist ein dreigeschossiger Langflügelbau mit einem Walmdach aus dem 17. und 18. Jahrhundert. Das Südportal weist einen Sprenggiebel auf. Im Erdgeschoss befinden sich noch Gewölbe. Östlich ist ein Treppenturm angebaut; hier sind auch Teile des ursprünglichen romanischen Baus eingebaut. Der gegenüber liegende Steinstadel stammt von 1817.